# Rhyncogonus
Rhyncogonus é um género de escaravelho da família Curculionidae.

## Espécies
Este género contém as seguintes espécies:
- Rhyncogonus albipilis Van Dyke, 1937
- Rhyncogonus angustus Van Dyke, 1937
- Rhyncogonus blackburni Sharp, 1885
- Rhyncogonus caudatus Van Dyke, 1937
- Rhyncogonus cordiformis Van Dyke, 1937
- Rhyncogonus corvinus Van Dyke, 1937
- Rhyncogonus debilis Van Dyke, 1937
- Rhyncogonus depressus Perkins, 1900
- Rhyncogonus dubius Perkins, 1900
- Rhyncogonus erebus Van Dyke, 1937
- Rhyncogonus excavatus Van Dyke, 1937
- Rhyncogonus expansus Van Dyke, 1937
- Rhyncogonus fosbergi Van Dyke, 1937
- Rhyncogonus freycinetiae Perkins, 1900
- Rhyncogonus fulvus Van Dyke, 1937
- Rhyncogonus funereus Perkins, 1900
- Rhyncogonus glabrus Van Dyke, 1937
- Rhyncogonus gracilis Perkins, 1899
- Rhyncogonus hendersoni Van Dyke, 1937
- Rhyncogonus hispidus Van Dyke, 1937
- Rhyncogonus interstitialis Van Dyke, 1937
- Rhyncogonus kauaiensis Perkins, 1900
- Rhyncogonus koebelei Perkins, 1900
- Rhyncogonus lahainae Perkins, 1900
- Rhyncogonus lanaiensis Perkins, 1900
- Rhyncogonus lineatus Van Dyke, 1937
- Rhyncogonus longulus Van Dyke, 1937
- Rhyncogonus minor Perkins, 1900
- Rhyncogonus molokaiensis Perkins, 1900
- Rhyncogonus nigerrimus Van Dyke, 1937
- Rhyncogonus nigroaeneus Van Dyke, 1937
- Rhyncogonus nitidus Perkins, 1900
- Rhyncogonus nodosus Van Dyke, 1937
- Rhyncogonus obscurus Van Dyke, 1937
- Rhyncogonus opacipennis Van Dyke, 1937
- Rhyncogonus othello Van Dyke, 1937
- Rhyncogonus pectoralis Van Dyke, 1937
- Rhyncogonus pleuralis Van Dyke, 1937
- Rhyncogonus pubipennis Van Dyke, 1937
- Rhyncogonus pulvereus Van Dyke, 1937
- Rhyncogonus regularis Van Dyke, 1937
- Rhyncogonus rufulus Van Dyke, 1937
- Rhyncogonus sordidus Perkins, 1900
- Rhyncogonus sparsus Van Dyke, 1937
- Rhyncogonus squamiger Perkins, 1900
- Rhyncogonus stygius Perkins, 1900
- Rhyncogonus submetallicus Van Dyke, 1935
- Rhyncogonus sylvicola Perkins, 1900
- Rhyncogonus tenebrosus Van Dyke, 1937
  - Rhyncogonus bryani (†)

1. 1 2  «Rhyncogonus Sharp, 1885 | COL». www.catalogueoflife.org. Consultado em 18 de janeiro de 2022